# Sara Berga
Sara Berga (El Pont de Suert, 1984) és una artista tarragonina. És titulada superior en Conservació i Restauració de Béns Culturals, en l'especialitat de Pintura, 2001-2004, i formació superior de Gràfica Publicitària a l'Escola d'Art i Disseny de Tarragona, 2004-2007. Artista existencial, el seu treball està íntimament unit als seus valors, a la seva percepció del món i la seva predisposició davant dels altres.

## Obra i activitat professional
La seva obra és variada, però sempre amb un contingut unitari: mostrar una problemàtica personal, el camí de la seva superació personal i com a través del seu treball pot ajudar altres persones amb problemes similars. Cada obra té un nom d'una dona o d'un home, però sempre acompanyats. Parelles heterosexuals o homosexuals. Imatges carregades d'erotisme, en les quals no veiem cossos sencers sinó cossos fragments i al mateix temps plens de vida i sensualitat.
Berga va inaugurar la seva primera mostra individual el mes de juny del 2013, "Metasexuáforas", a la Taverna del Cric, Tarragona: "una mostra amb il·lustracions eròtiques". Cadascuna d'elles té el seu corresponent text. Uns mesos més tard va presentar al Velcro Bar, de Barcelona, una altra sèrie d'il·lustracions sota el títol "Altersexual", un terme que es refereix al respecte que hem de tenir vers les alteritats sexuals i poder parlar d'elles sense cap prejudici, sense cap sentiment de culpa o de rancor.
L'any 2014 va crear una plataforma a Facebook contra la reforma de l'avortament que pretenia fer l'exministre Gallardón. Demanaven a artistes professionals i amateurs que si hi volien col·laborar, podien fer-ho creant una obra i penjant-la al mur. Amb aquest projecte, varen fer una exposició a l'Associació Dhides, a Tarragona. Dhides és una associació que treballa per la igualtat d'homes i dones i pel seu desenvolupament. Sara Berga va presentar l'obra "Atada y condenada a no poder decidir".
L'any 2015 presentà el seu llibre Estudio anatómico del amor, amb textos de Víctor de Miután, Sergi Latorre i la mateixa artista. Un llibre amb vuit il·lustracions dedicades a l'amor. El 25 d'agost del 2015 va fer una confessió pública, a través de les xarxes socials, que té una incidència essencial a la seva obra. "Hoy es un día muy importante para mí. Hace 17 años, siendo casi una niña, sufrí abusos sexuales. Esos abusos han marcado mi vida, y seguirán haciéndolo siempre, pero a partir se hoy todo será diferente: hago público “Home Hard Sweet Home”, un proyecto artístico que me ha ayudado a superar la herida, y con el que pretendo dar visibilidad a esta situación trágica que hoy en día se vive en la intimidad de muchos hogares. Con #HHSH salgo del armario de los abusos sexuales e intento ayudar a todas aquellas personas, mujeres y hombres, que sufrieron o sufren lo mismo que yo y lo mantienen en secreto." Treballant amb aquestes obres li va néixer la idea de muntar una performance en una casa abandonada. La seqüència fotogràfica d'aquesta acció es presentarà a l'exposició. En aquesta performance vol representar-hi l'acció de patir una violació, del fet traumàtic de perdre part del seu jo, de la seva intimitat més profunda com a dona.